# Angelo da Vallombrosa

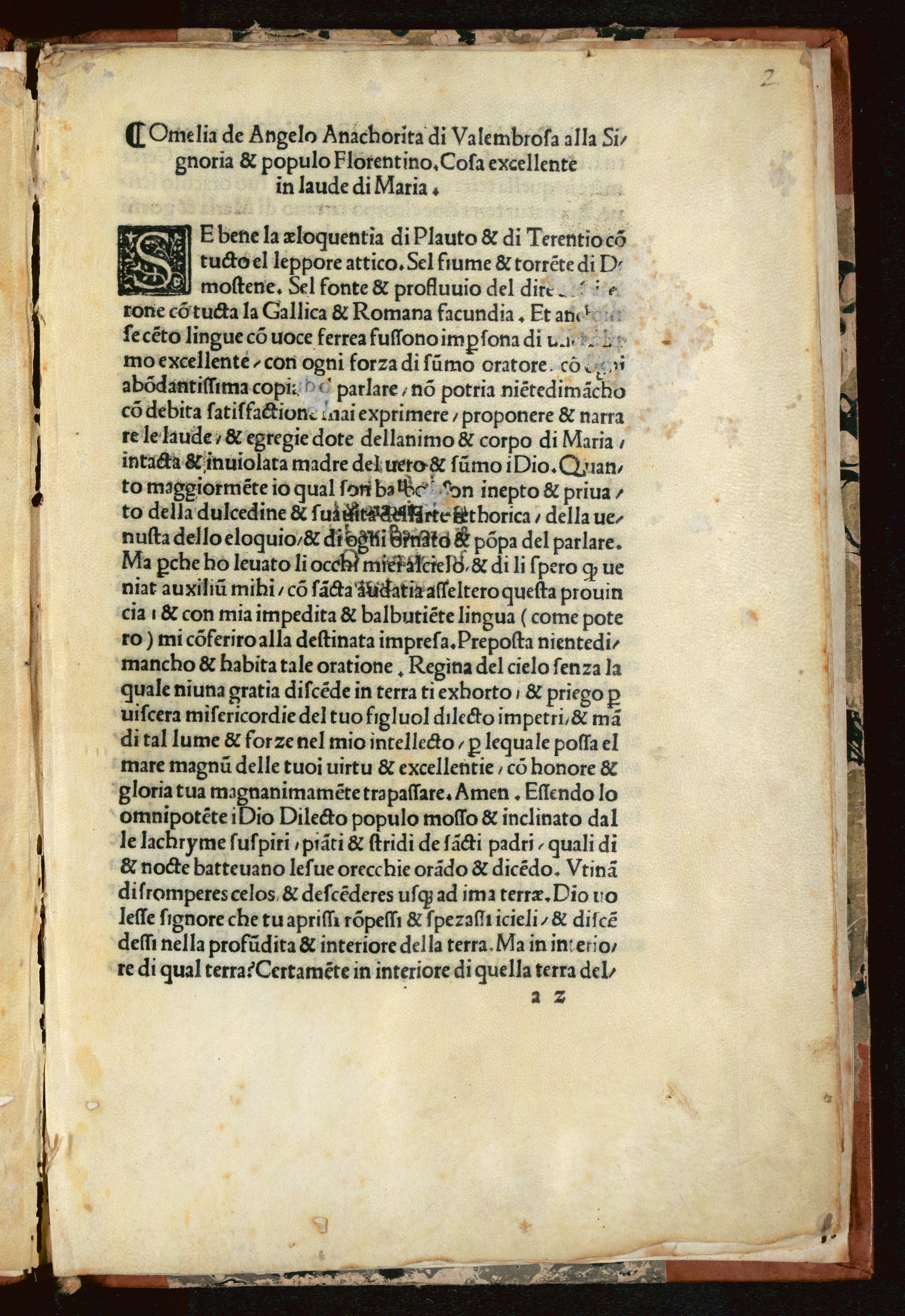
Omelia in laude di Maria, 1500 circa

Angelo da Vallombrosa (1455 – 1530) è stato un abate italiano.

## Biografia
Fu uditore della Sacra Rota e fu ordinato il 15 gennaio 1488 nel monastero di S. Prassede (Roma), dal generale dell'Ordine vallombrosano, Biagio Milanesi. Ottenne poi la vicaria perpetua della pieve di Montemignaio, in Toscana, e l'abbazia di santa Cecilia della Corvara presso Bologna, e infine, dopo il 1496, si stabilì a Vallombrosa (Firenze).
Scrisse numerose invettive, molte delle quali si opponevano al frate Girolamo Savonarola.
Alla sua morte, il generale dei vallombrosani Ilario Alcei compose un epigramma in distici latini che fu inciso sulla sua tomba.

## Opere
- Epistola ai Fiorentini, Firenze, Johann Petri, Lorenzo Morgiani, 1496.
- Epistola alle matrone e donne fiorentine, Firenze, Bartolomeo de' Libri, 1496.
- Epistola sullo stato della Chiesa, Firenze, Lorenzo Morgiani e Johann Petri, 1496.
- Epistola ai frati usciti di San Marco di Firenze, Firenze, Lorenzo Morgiani, Johann Petri, 1497.
- Epistola al Doge e al Senato veneto, Firenze, Lorenzo Morgiani, Johann Petri, 1497.
- Replica alla risposta dei frati di San Marco di Firenze, Firenze, Lorenzo Morgiani, Johann Petri, 1497.
- Omelia in laude di Maria, Firenze, Lorenzo Morgiani, Johann Petri, 1500.